# 에스파뇰라섬

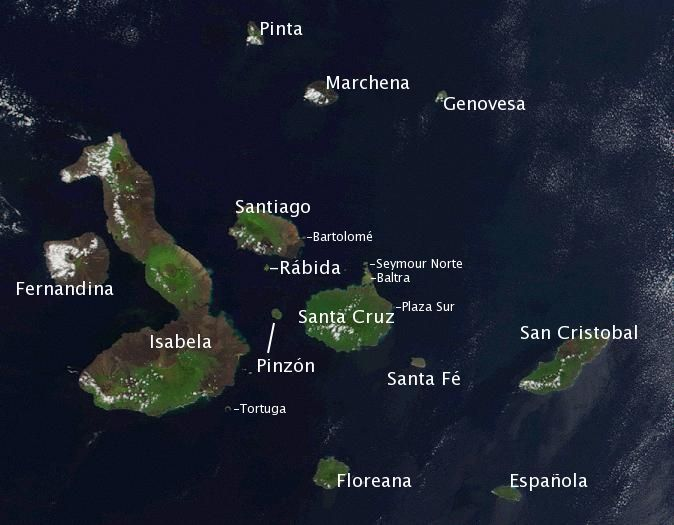

에스파뇰라섬(Española Island)은 갈라파고스 제도의 한 섬이다. 영어 명칭은 사무엘 후드 자작의 이름을 따서 후드섬이라고 한다.

## 개요
이것은 또한 군도의 남동쪽 끝에 위치하고 있으며, 산타페섬과 함께 약 400만년 이상된 가장 오래된 섬 중의 하나이다. 인기 있는 관광 목적지인 에스파뇰라섬은 갈라파고스 제도의 최남에 자리 잡고 있다. 산타크루스섬에서 이곳 관광을 하는데, 약 10~ 12시간이 소요된다. 관광객들은 갈라파고스 알바트로스(Waved Albatrosses)(3월 ~ 1월, 거의 전 세계 개체 전부가 이 섬에서 알을 깐다.)와 푸른발 부비의 짝짓기 춤을 볼 수 있다.
에스파뇰라섬은 갈라파고스 제도의 나이는 300만년 이상 되는 것으로 추정되지만, 이 섬은 식생이 거의 없이 바위투성이와 황무지로 변하면서 죽어가고 있다. 하지만 이곳에는 많은 만들과 모래와 수 많은 건강한 갈라파고스 바다사자들을 끌어들이는 부드러운 조약돌이 있다. 아름다운 해변을 가진 〈바히아 가드너〉와 다양한 야생 조류가 있는 〈푼타 수아레스〉는 특히 인기 있는 장소이다. 이 섬에도 고유종 동물이 있는데, 에스파뇰라 앵무새(Española Mockingbird)는 중앙의 다른 섬들보다 더 길고, 굽은 부리를 가지고 있다. 바다 이구아나의 아종인 《에스파뇰라 용암 도마뱀》(Española lava lizard)는 등에 다른 종에 비해 붉은 점이 선명하다. 제비꼬리 갈매기와 다른 열대새도 관찰할 수 있다.